# Могошешть (Вилча)
Могошешть, Могошешті (рум. Mogoșești) — село у повіті Вилча в Румунії. Входить до складу комуни Стоєнешть.
Село розташоване на відстані 171 км на північний захід від Бухареста, 17 км на захід від Римніку-Вилчі, 93 км на північ від Крайови, 127 км на південний захід від Брашова.

## Населення
За даними перепису населення 2002 року у селі проживали 445 осіб, усі — румуни. Усі жителі села рідною мовою назвали румунську.